# 占美·基頓斯
占美·謝美·拜奴-基頓斯（英語：Jamie Jermaine Bynoe-Gittens，2004年8月8日—）是一名英格蘭職業足球員，司職前鋒，現時效力英超球隊車路士。

## 球會生涯

### 早年生涯
基頓斯出生於雷丁，他在當地草根球會Caversham Trents開始足球生涯。他在7歲時加入雷丁的青訓學院，並隨後轉投曼城的青訓學院。

### 多蒙特
2020年9月，基頓斯轉投德甲球會多蒙特的青訓學院。他在加盟後的首個賽季中受傷患及2019冠状病毒病疫情影響。但他在接下來的2021–22賽季回復狀態，在歐洲青年聯賽中四次上陣，並取得六個入球。
2022年4月16日，基頓斯在多蒙特以6–1大勝禾夫斯堡的德甲比賽中上演職業生涯地標戰。同年8月12日，他在作客弗賴堡的3–1勝仗中射入首個德甲入球。四天後，他與球會續約至2025年6月。
2023年2月15日，基頓斯在對陣車路士的1–0勝仗中上演歐冠地標戰。同年11月28日，他在對陣米蘭的歐冠小組賽賽事中射入首個歐冠入球，並交出一個助攻，協助球隊以3–1擊敗對手，取得晉級資格。基頓斯在2023–24賽季隨多蒙特晉身歐冠決賽，他在比賽第87分鐘後備入替，但未能阻止球隊敗予皇家馬德里。
基頓斯在2024–25賽季揭幕戰中後備上陣，並梅開二度，協助球隊以2–0擊敗法蘭克福。他在賽季的首場歐冠賽事中再次在後備上陣後梅開二度，協助多蒙特以3–0擊敗布魯日。

### 車路士
2025年7月5日，英超球會車路士宣布簽入基頓斯，他簽下一紙為期七年的合約。

## 國家隊生涯
基頓斯擁有英格蘭和巴巴多斯雙重國籍。他曾代表英格蘭各級青年隊。
2022年6月17日，基頓斯入選英格蘭U19的2022年U19歐洲國家盃決選名單。他在對陣奧地利的首輪小組賽中首次代表該梯隊。他在對陣以色列的決賽中正選上陣，並隨隊奪冠。
2023年9月11日，基頓斯在對陣盧森堡的2025年U21歐洲國家盃外圍賽中首次代表英格蘭U21。

## 生涯統計
最後更新：2025年6月17日
| 效力球會 | 球季     | 聯賽     | 聯賽 | 聯賽 | 國家盃賽 | 國家盃賽 | 洲際賽事 | 洲際賽事 | 其他 | 其他 | 總計 | 總計 |
| 效力球會 | 球季     | 聯賽     | 上陣 | 入球 | 上陣     | 入球     | 上陣     | 入球     | 上陣 | 入球 | 上陣 | 入球 |
| -------- | -------- | -------- | ---- | ---- | -------- | -------- | -------- | -------- | ---- | ---- | ---- | ---- |
| 多蒙特   | 2021–22  | 德甲     | 4    | 0    | 0        | 0        | 0        | 0        | 0    | 0    | 4    | 0    |
| 多蒙特   | 2022–23  | 德甲     | 15   | 3    | 3        | 0        | 2        | 0        | —    | —    | 20   | 3    |
| 多蒙特   | 2023–24  | 德甲     | 25   | 1    | 2        | 0        | 7        | 1        | —    | —    | 34   | 2    |
| 多蒙特   | 2024–25  | 德甲     | 32   | 8    | 2        | 0        | 14       | 4        | 1    | 0    | 49   | 12   |
| 生涯總計 | 生涯總計 | 生涯總計 | 76   | 12   | 7        | 0        | 23       | 5        | 1    | 0    | 107  | 17   |

1. ↑  於歐冠賽事上陣。
2. ↑  於歐冠賽事上陣。
3. ↑  於歐冠賽事上陣。
4. ↑  於国际足联俱乐部世界杯賽事上陣。

## 榮譽

### 國家隊
英格蘭U19
- 歐洲U-19足球錦標賽: 2022（英语：2022 UEFA European Under-19 Championship）[26]

## 外部連結
- 於多蒙特官網上的球員檔案
- 占美·基頓斯－UEFA國際賽競賽紀錄